# Raimondo Ponte
Raimondo Ponte (Napels, 4 april 1955) is een Zwitsers voormalig voetballer en voetbalcoach die speelde als middenvelder.

## Carrière
Ponte maakte zijn profdebuut voor FC Aarau in 1972 en vertrok na twee seizoenen naar topclub Grasshopper waar hij zes seizoenen speelde tot in 1980. In die periode werd hij met Grasshoppers eenmaal landskampioen in 1978 en datzelfde jaar werd hij topschutter in de UEFA Cup samen met de Nederlander Gerrie Deijkers. Hij vertrok in 1980 naar het Engelse Nottingham Forest waar hij een seizoen speelde en de verloren Super Cup in 1980 mee maakte. Hij vertrok het seizoen erop naar het Franse SC Bastia waar hij ook een seizoen doorbracht.
Terug in Zwitserland ging hij opnieuw spelen voor Grasshopper waar hij opnieuw zes seizoenen doorbracht en in die tijd twee landstitels en twee keer de beker won. Hij eindigde als speler bij FC Baden waar hij de rol van speler-coach vervulde.
Hij speelde 34 interlands voor Zwitserland waarin hij twee keer kon scoren.
Hij werd na zijn spelers carrière coach zoals hij ook al vervulde in zijn laatste jaren als speler bij FC Baden waar hij coach bleef tot 1994. Van 1995 tot 2000 stond hij aan het roer bij FC Zürich. Tot 2007 wisselde hij vaak van club en was onder meer coach bij FC Luzern, Carrarese Calcio, FC Wohlen en Young Fellows Zurich. Van 2007 tot 2012 coachte hij FC Chiasso. Nadien was hij nog coach bij AC Bellinzona, FC Lugano, FC Sion en FC Aarau.

## Erelijst

### Als Speler
- Grasshopper
  - Landskampioen: 1978, 1983, 1984
  - Zwitserse voetbalbeker: 1983, 1988
  - Zwitserse Supercup: 1975

### Als coach
- FC Zürich
  - Zwitserse voetbalbeker: 2000